# След Будды

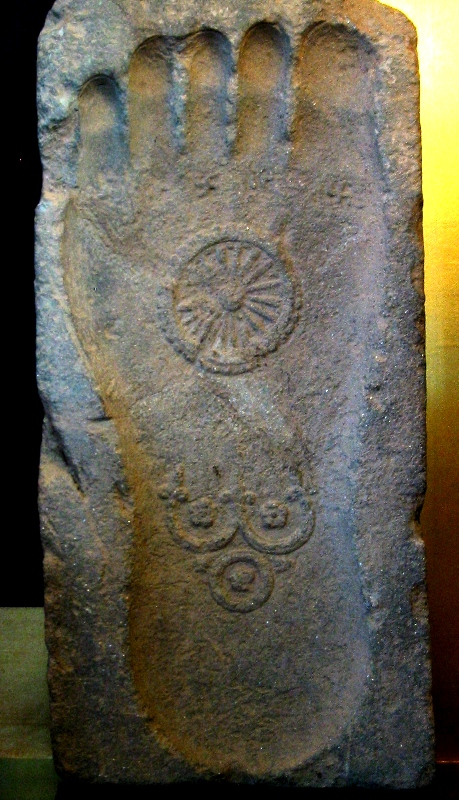
Отпечаток стопы Будды с дхармачакрой и Триратной, I в, Гандхара.

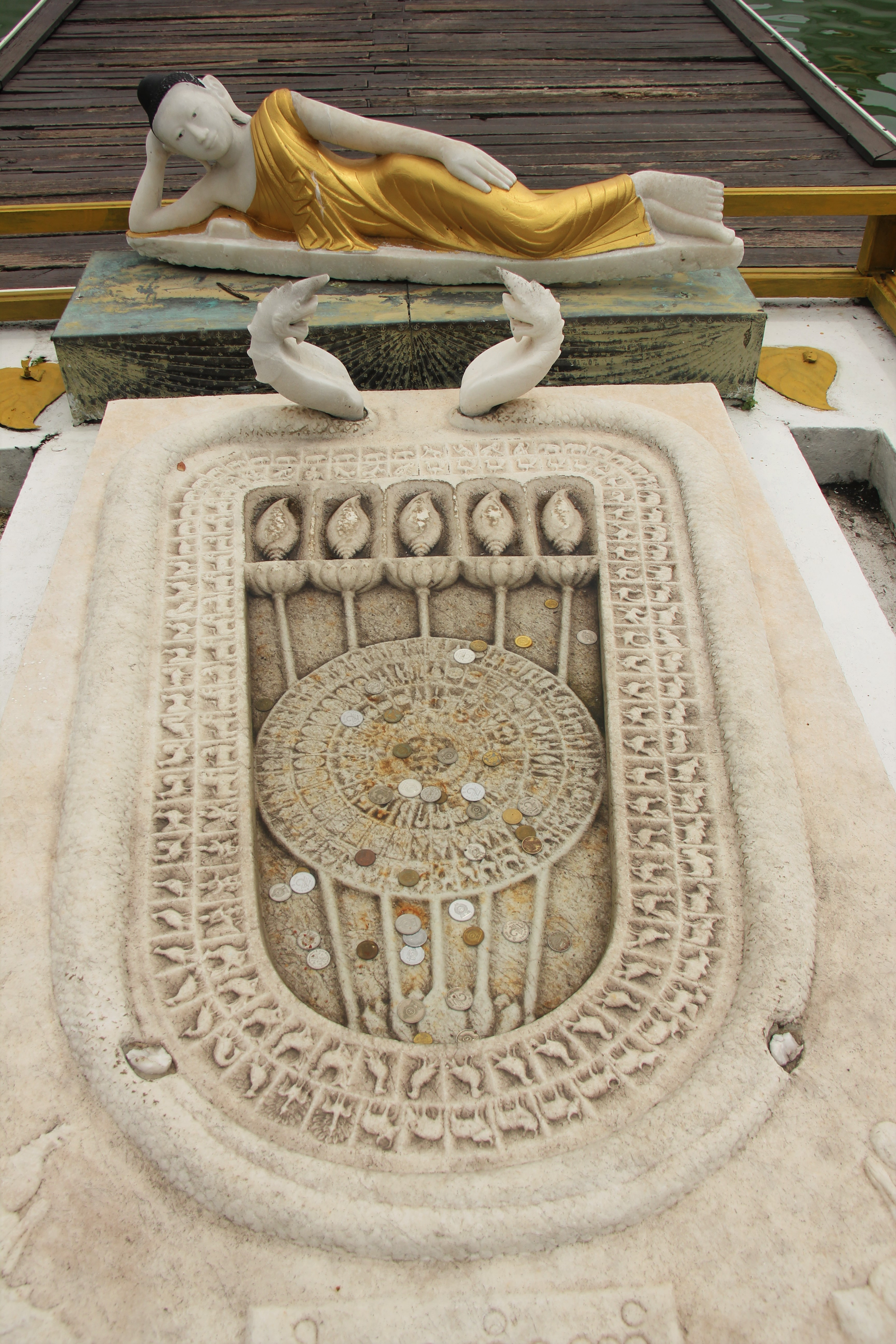
След Будды у входа в храм.

След Будды — артефакт, представляющий собой отпечаток одной или двух стоп Гаутамы Будды. Существуют две формы: естественная, которая встречается на камнях, и искусственная:301 Многие из «естественных» следов признаны не подлинными следами Будды, а скорее их точными копиями или изображениями, которые можно считать четией (буддийской реликвией), а также ранним аниконическим и символическим изображением Будды:86. 

## Символизм
Следы Будды представляют промежуточный между аниконическим (символы, такие как колесо Дхармы) и культовым (статуи Будды) артефакт. Следы являются единственными артефактами, которые воплощают физическое присутствие Будды на земле, они представляют собой настоящие углубления в земле. Углубление на вершине Шри Падая в Шри-Ланке является одним из самых крупных и известных следов. 
Следы Будды изобилуют по всей Азии и появились в разное время:301. Японский исследователь Мотоджи Нива, который долгие годы разыскивал отпечатки в разных азиатских странах, считает, что он обнаружил более 3000 таких следов, в том числе около 300 в Японии и более 1000 в Шри-Ланке. Зачастую следы несут в себе отличительные символы, такие как Дхармачакра в центре подошвы или 32, 108 или 132 благоприятных знака Будды. 
Буддийская легенда гласит, что при жизни Будда побывал на Шри-Ланке и оставил свой след на Шри-Падайе, чтобы указать на важность Шри-Ланки в деле увековечивания его учения, а также оставил следы во всех странах, где будет признана Дхамма:301. В Таиланде самый важный из этих «естественных» отпечатанных в камне следов, находится в Пхра Пхуттхабате в центральном Таиланде:301. В Китае во времена династии Тан обнаружение большого следа Будды в Чэнчжоу привело к тому, что императрица У Цзэтянь в том же 701 году н. э приняла новое царственное имя:86
Отпечаток стопы как скульптурный объект — падука, имеет долгую историю, первые образцы были найдены в Индии:302. Они были созданы в предгреко-буддийскую фазу буддийского искусства в Санчи, Бхархуте и других местах в Индии:85 наряду с деревом Бодхи и Дхармачакрой. Позже традиция создания следов появилась в Шри-Ланке, Камбодже, Бирме и Таиланде:302. 

## История

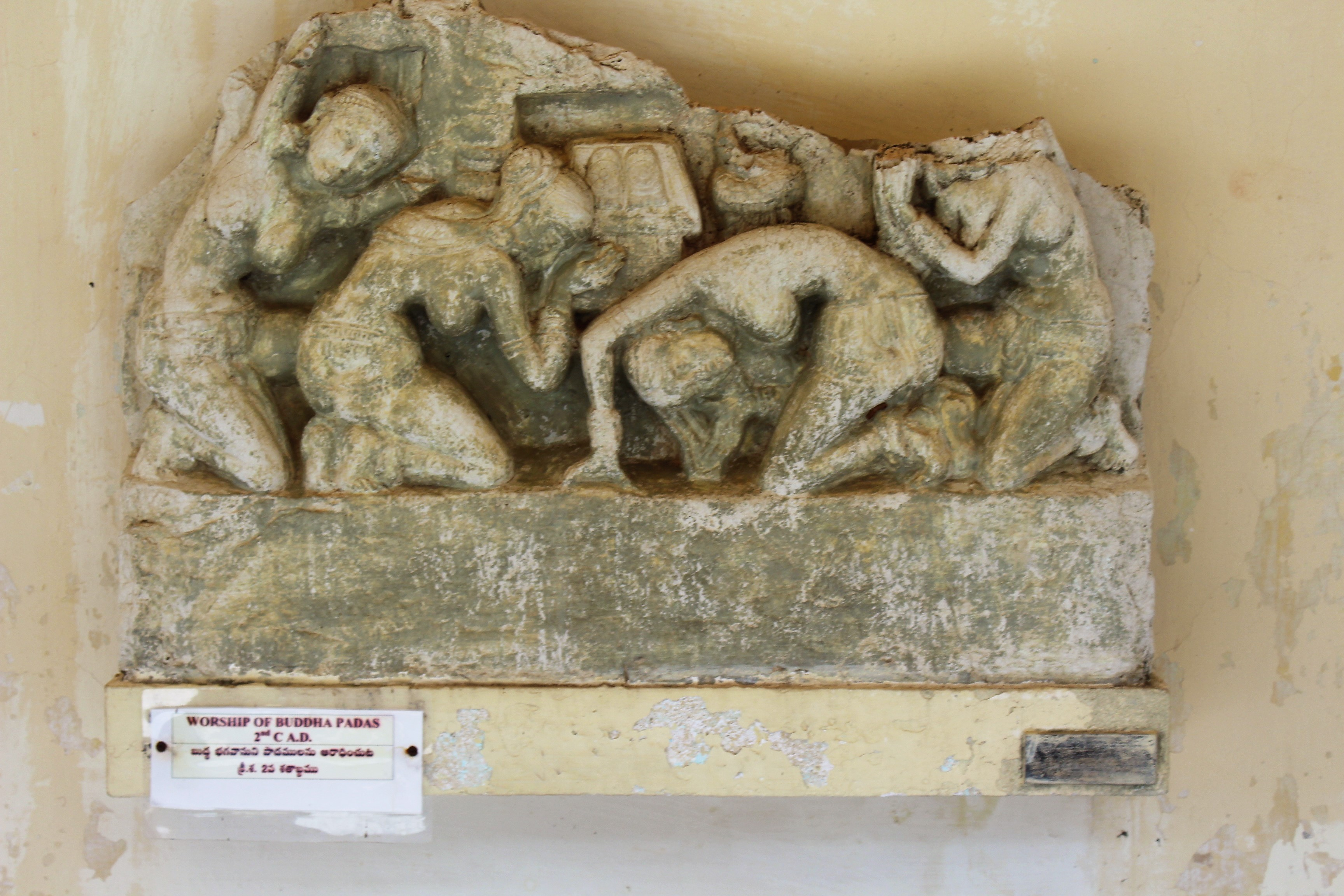
Каменное изображение древнего поклонения Будде Паде

В древней Индии преклонение перед стопами гуру или божеств было весьма распространено, а ритуальный жест, обозначающий иерархию, помещал голову к их ногам или у их подножия:85. Как и четия, следы Будды были классифицированы различными способами. Некоторые из них были уддесикой, символическими реликвиями, другие — парибхогикой, реликвиями использования или контакта и саририкой, как будто они были не просто следами, а настоящими ступнями Будды. Некоторые следы могут символизировать события в жизни Будды, а другие, возможно, были изображениями людей, поклоняющихся святыням:86. 
Следы Будды — это вогнутое изображение его ступни (или ступней), которое, как полагают, было оставлено им на земле, чтобы отметить, что Татхагата проходил через определённое место. В отличие от следа изображения ног Будды являются выпуклыми и представляют фактические подошвы со всеми характеристиками. Вероятно первая форма изображения ступней Будды — вогнутая — является своего рода элементом парибогики, поскольку она неразрывно связана с самим Татхагатой. Вторую форму можно рассматривать как элемент уддесики, поскольку она создавалась, чтобы почтить память Будды, взяв за образец подлинный след. Согласно французскому исследователю Полю Мусу, отпечатки стоп представляют собой магические объекты, которые способны воздействовать на расстоянии. 